# Morgan (singel)
Morgan – singel polskiego piosenkarza i rapera White'a 2115 z albumu studyjnego Rockstar: Do zachodu słońca. Singel został wydany przez wytwórnię SBM Label 10 czerwca 2020 roku. Tekst utworu został napisany przez Sebastiana Czekaja.
Nagranie otrzymało w Polsce status potrójnie platynowego singla, przekraczając liczbę 150 tysięcy sprzedanych kopii.
Singel zdobył ponad 34 milionów wyświetleń w serwisie YouTube (2023) oraz ponad 38 milionów odsłuchań w serwisie Spotify (2023).

## Nagrywanie
Utwór został wyprodukowany przez Chivas i Agony. Za mix/mastering utworu odpowiada DJ Johny. Tekst do utworu został napisany przez Sebastiana Czekaja.

## Twórcy
- White 2115 – słowa[1][2]
- Sebastian Czekaj – tekst[1]
- Chivas, Agony – produkcja[1][2]
- DJ Johny – mix/mastering[1]

## Certyfikaty
| Kraj          | Certyfikat         | Sprzedaż |
| ------------- | ------------------ | -------- |
| Polska (ZPAV) | 3× platynowa płyta | 150 000+ |